# Peter Crinnion
Peter Crinnion (Bray, 12 de febrer de 1939) va ser un ciclista irlandès, professional del 1961 al 1965. Com a amateur va participar en els Jocs Olímpics d'estiu de Roma.

## Palmarès
- 1959
  - 1r al Shay Elliott Memorial
- 1960
  -  Campió d'Irlanda amateur en ruta
  - 1r al Bray Criterium
- 1962
  - 1r a la Ruta de França